# Cercal do Alentejo
Cercal do Alentejo oder nur Cercal ist eine portugiesische Gemeinde im Kreis von Santiago do Cacém, mit einer Fläche von 137,5 km²; und 2954 Einwohnern (Stand 19. April 2021). Die Bevölkerungsdichte beträgt 21,5 Einwohner pro km².
Cercal war vormals der Hauptort eines gleichnamigen Kreises zwischen 1836 und 1855. Heute gehört Cercal zum Kreis von Santiago do Cacém und erhielt Stadtrechte am 16. August 1991 zusammen mit der Namensänderung von Cercal in Cercal do Alentejo. Ort und Gemeinde gehören geographisch zum Gebiet des Alentejo Litoral.

## Naturgebiet Serra do Cercal
Mit einer maximalen Höhe von 346 Metern erstreckt sich die Serra do Cercal zwischen den Orten Sines und Porto Covo im Westen, Cercal do Alentejo im Süd-Osten und Santiago do Cacém im Nord-Osten parallel zur Küste. Es handelt sich um eine Formation von Bergen mit vulkanischem Ursprung und einer eigenen Vegetation. Die höchste Erhebung der Serra do Cercal mit 346 Metern ist der Monte Chaos.

## Geschichte
Ab dem 14. Jahrhundert wurden in der Gegend von Cercal verschiedene Erze (Eisen, Magnesium, Mangan) abgebaut. Erst im Jahr 2000 wurde die letzte Mine geschlossen. Im 20. Jahrhundert gab es insgesamt 5 aktive Minen: Cerro da Fonte, Santa de Cima, Toca do Mocho, Serra da Mina, Serra das Tulhas und Serra de Rosalgar, die im Wesentlichen die Stahlfabriken von Seixal belieferten. Bis heute verfügt der Landkreis von Cercal do Alentejo über große Vorkommen von Eisenerz.